# Xysticus acerbus
Xysticus acerbus es una especie de araña cangrejo del género Xysticus, familia Thomisidae. Fue descrita científicamente por Thorell en 1872.

## Distribución geográfica
Habita desde Europa a Asia Central y Rusia (Europa al Lejano Oriente).